# Nadieżda von Meck
Nadieżda von Meck, ros. Надежда Филаретовна фон Мекк (ur. 29 stycznia?/10 lutego 1831 we wsi Znamienskoje, zm. 13 stycznia 1894 w Nicei lub Wiesbaden) – rosyjska mecenaska sztuki, znana głównie jako protektorka Piotra Czajkowskiego. Prababka polskiej językoznawczyni prof. Jadwigi Puzyninej.

## Życiorys
Była córką Filareta Frołowskiego i Anastazji Potiomkiny. Od dzieciństwa była wychowywana w atmosferze kultu muzyki.
W wieku 17 lat wyszła za mąż za Karla von Mecka, z którym miała osiemnaścioro dzieci. Wieku dojrzałego dożyło jednak tylko jedenaścioro. Von Meck wzbogacił się na budowie sieci rosyjskich linii kolejowych. Umierając w 1876 roku pozostawił po sobie wielomilionowy majątek, co pozwoliło wdowie na finansowe wspieranie artystów.
Nadieżda starała się naśladować znanego mecenasa sztuk – króla Ludwika II Bawarskiego. Podobnie jak on była zachwycona twórczością Richarda Wagnera. Finansowo wspierała kompozytorów: Nikołaja Rubinsteina i Claude’a Debussy’ego, a przede wszystkim, od roku 1877, Piotra Czajkowskiego. Pozwoliło to Czajkowskiemu rzucić stanowisko profesora Konserwatorium Moskiewskiego i poświęcić się wyłącznie twórczości.
Czajkowski dedykował jej IV Symfonię, lecz na jej życzenie nie wymienił jej nazwiska, dedykując tylko „mojemu przyjacielowi”. Dedykował jej (zaginiony) Marsz żałobny z roku 1877. Korespondowali, lecz nigdy nie spotkali się. Gdy Czajkowski stał się celem ataków krytyki, Nadieżda von Meck podtrzymywała kompozytora na duchu.
Nadieżda von Meck zmarła na gruźlicę, przeżywszy Czajkowskiego o dwa miesiące.
Do grona muzyków wspieranych przez nią należał m.in. Henryk Pachulski i jego brat Władysław, który w 1882 został jej sekretarzem i mężem jej córki Julii.